# Pèplum
|  | Per a altres significats, vegeu «pèplum (cinema)». |

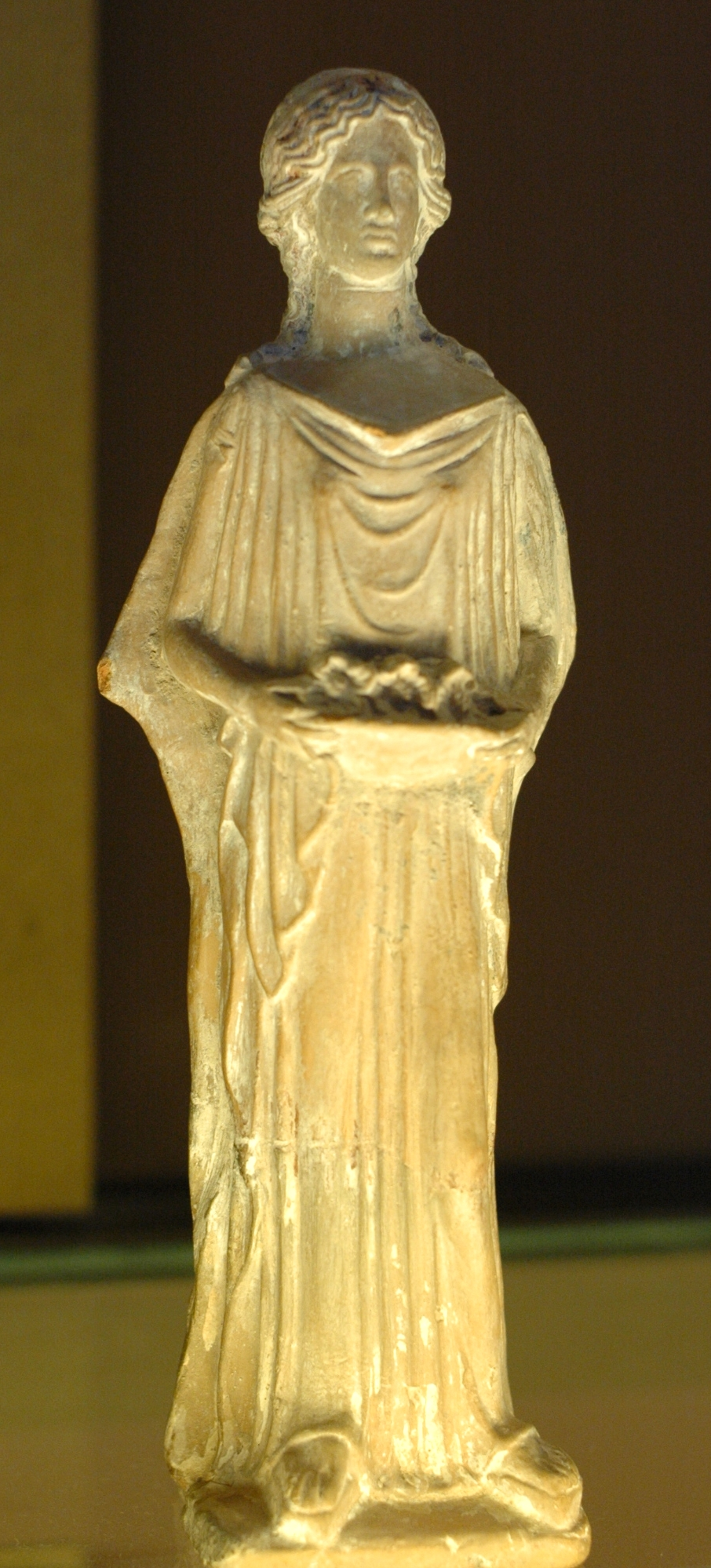
Dona vestida amb un pèplum fent una ofrena, (Museu del Louvre)

Com posar-se un pareo a manera de pèplum

El peple (del grec πέπλος, peplos) o pèplum (del llatí peplum), també conegut com túnica dòrica, era una capa de l'antiguitat clàssica, sobretot la grega, més llarga que la clàmide i que el pal·li, que encara que era més llarga que la clàmide, era més gruixuda i ampla. Les dones eren les úniques que l'utilitzaven. El pèplum era fi, estret i llarg. S'usava també com a protector d'articles valuosos, generalment de rebosteria, i per a adornar un tron, però el més comú era com a peça de vestir de les dones. Més endavant, amb la generalització de l'ús del lli com a fibra vegetal, va perdre acceptació en favor del quitó, també conegut com túnica jònica.
Modernament, s'ha adoptat aquest nom en la seva variant llatina, peplum, per referir-se al gènere cinematogràfic que reflecteix històries de l'època antiga, especialment la grecoromana, en la tradició cinematogràfica italiana.